# Pustułka skalna
Pustułka skalna (Falco rupicolus) – gatunek drapieżnego ptaka z rodziny sokołowatych (Falconidae). Takson o niepewnej pozycji taksonomicznej, czasami traktowany jako podgatunek pustułki zwyczajnej (F. tinnunculus), jednak w większości nowoczesnych ujęć systematycznych traktowany w randze odrębnego gatunku.

## Występowanie
Zamieszkuje tropikalną strefę klimatyczną Afryki w takich krajach jak:
- północna Angola – tu jest to pospolity gatunek osiadły zasiedlający wzgórza, doliny, ostańce i skarpy, ale rzadki w Cadibrze (Dean 2000),
- Zambia – prawdopodobnie osiadły na krańcach wschodnich i zachodnich. Choć są doniesienia o całorocznej obecności, ale obserwacje najczęściej pochodzą z miesięcy maj – październik. Może przylatywać tu z dalekiego południa (Dowsett et al. 2008). Nie są znane regularne lęgowiska, ale wiadomo o gniazdowaniu w Mongu (Benson 1959) i prawdopodobnie w Mafingas. Występuje od 950 do 2000 m n.p.m. w Mafingas (Dowsett i Stjernstedt (1973). Rzadziej zalatuje na wysokość 2100 m n.p.m. na płaskowyż Nyika (okolice Manyenjere) (Dowsett et al. op cit.). Łapano osobniki w zachodniej Zambii w trakcie pory suchej (Benson iIrwin 1967).
- Malawi – jest osiadłym ptakiem gniazdującym i regularnie widuje się go na pogórzu Dedza-Chongoni, Pasma Kirk, Pogórza Shire i Gór Mulanje. Koczuje jednak na płaskowyżu Nyika i prawdopodobnie zalatuje dalej na tamtejsze wzgórza w okresie pozalęgowym. Występuje od 500 do 2600 m n.p.m. (Nyika i Mounta Mulanje) (Dowsett-Lamaire and Dowsett 2006).
- Mozambik – Rzadko odwiedza ten kraj, ale możliwe że występuje w górach Chimanimani w czasie gniazdowania  na granicy z Zimbabwe (Parker 2005). Donoszono o osobnikach widzianych w górnym biegu rzeki Buzi i Parku Narodowym Gorongosa (Clancey 1996).
- Botswana – tam ptak jest nieliczny, ale lokalnie bywa powszechnym gatunkiem osiadłym (Penry 1994). Bardzo powszechny w Orapa i Twee Rivieren, oraz pagórkowatych regionach, w tym Tsodilo, Aha, i na zboczach wschodniego i południowego Nossob oraz w zachodniej części Doliny Molopo (Penry op cit.). Ptak nieliczny w delcie Okawango (Hancock et al. 2007).
- Zimbabwe – pospolity na całym wschodnim pogórzu, gniazduje do wysokości 2100 m n.p.m. na Inyanga Downs. Rozprzestrzeniony na centralnym płaskowyżu, ale jego liczebność w środkowej dolinie Zambezi jest niepewna, tak więc może być tam w znacznej mierze nieobecny (Irwin 1981). Zasięg ograniczony do wysoko leżących regionów w centrum i na wschodzie (van Zyl 1997).
- Południowa Afryka – występuje na całym byłym Transwalu, gdzie populację liczy się na ponad 1000 par lęgowych. Bardziej popularny na zboczach i wysoko położonych trawiastych równinach na wschodzie. W regionach niżej leżących i w zachodniej części niecki Limpopo to ptak rzadki lub nieobecny. Na populacje składają się osobniki osiadłe i migrujące (Tarboton i Allan 1984).
- południowy Zair i od południowej Tanzanii do południowej Afryki Południowej.

## Systematyka

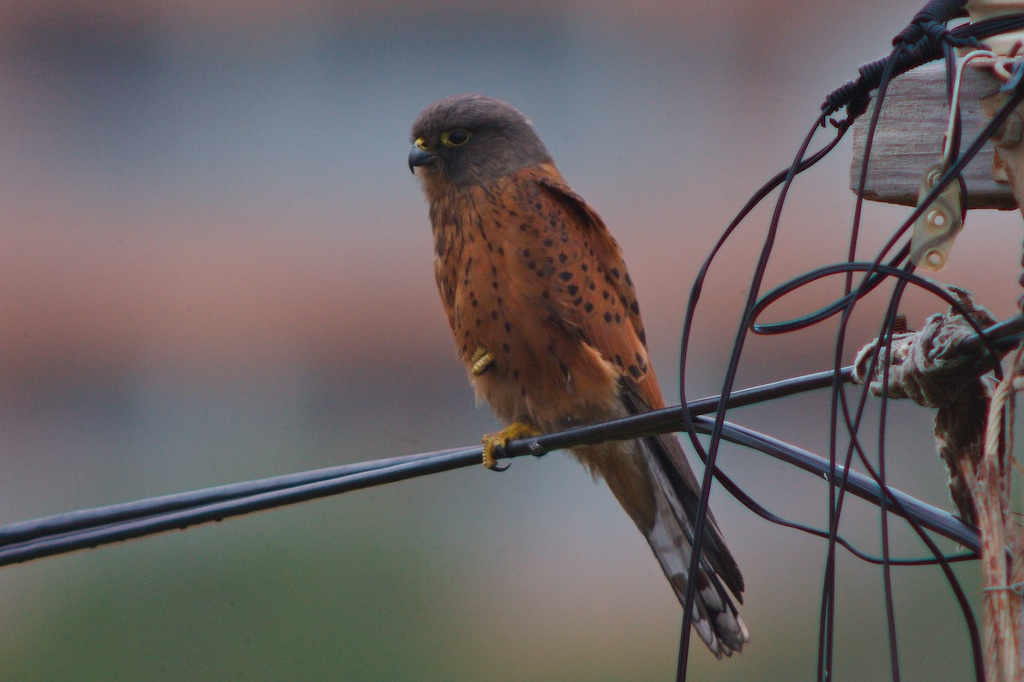
Do niedawna pustułka skalna była podgatunkiem pustułki zwyczajnej F. tinnunculus

Do niedawna gatunek był uznawany za podgatunek pustułki  F. tinnunculus. Jednakże analizy sekwencji DNA genu cytochromu b dokonane przez Groombridge'a (2002) wykazały genetyczną odległość między pustułką skalną i innymi podgatunkami pustułki  F. tinnunculus. Ten dystans można porównać do różnic międzygatunkowych, są większe od innych podgatunków pustułki  F. tinnunculus niż w porównaniu z pustułką australijską F. cenchroides. Te odmienności ujawniają się w różnym upierzeniu i zachowaniu, jakie istnieją między pustułką  F. tinnunculus a pustułką skalną. W oparciu o te dowody wydzielono ją jako nowy gatunek pustułki.
Nie wszyscy systematycy tę zmianę w taksonomii zaakceptowali, np. autorzy Międzynarodowa Unia Ochrony Przyrody (IUCN) nie traktuje jej jako osobny gatunek.

## Migracje
Gniazdowanie odbywa się głównie w południowo-zachodniej części areału. Prawdopodobnie gatunek wykazuje ruchy wędrówkowe na północ i północny wschód w okresie pozalęgowym. Możliwe, że ma to związek z sezonowymi opadami deszczu, który sprawiają, że łatwiej jest o zdobycz (van Zyl et al. 1994). Lokalne przemieszczenia mogą wystąpić w Botswanie, choć niektórzy ornitolodzy uznają go tam za ptaka osiadłego (Penry 1994). Migracje zaobserwowano u populacji z Zimbabwe, z ptakami wędrującymi zimą lub po okresie suszy (Irwin 1981).

## Zachowanie
Zamieszkuje wiele rodzajów biotopów od suchych po wilgotne. Najczęściej zasiedla górzyste, pagórkowate i skaliste obszary (van Zyl 1997, Dowsett et al. 2008), w przeciwieństwie do afrykańskich podgatunków pustułki  F. tinnunculus. Na zaludnionych terenach Botswany poluje z zasiadki ze słupów energetycznych i przewodów. Wykorzystuje również wysokie budynki, hałdy pokopalniane (miejsca te wykorzystuje też na gniazdowiska). W locie ślizgowym wykorzystuje wznoszące prądy powietrza (Penry op cit.).
W Botswanie występuje w górzystych i pagórkowatych terenach, gdzie gniazduje na klifach, skalistych zboczach otaczających obszary leśne i sawannę (Penry 1994). Na południowym zachodzie spotyka się go na suchych półpustyniach i zboczach zachodniego Molopo i nad doliną rzeki Nossob River. Widuje się go na lesistej sawannie.
W Zimbabwe zasiedla otwarte przestrzenie lub lesiste sawanny, ale w trakcie okresu lęgowego jego areał jest w znacznej mierze ograniczony do wzgórz zapewniających odpowiednie skały na założenie gniazda (Irwin 1981). Wydaje się, że jego rozmieszczenie nie zależy od wysokości nad poziomem morza. Gniazduje też na pagórkach zbudowanych z piaskowca na nisko leżących południowo-zachodnich równinach (Irwin op cit.).

## Pożywienie
Żywi się głównie owadami, ale karmi się również innymi zwierzętami – małymi ptakami, gryzoniami i gadami, w tym wężami. Poluje poprzez zawisanie w powietrzu wypatrywanie zdobyczy lub z zasiadki siedząc na pniaku,słupie telefonicznym lub przewodzie. W trakcie łowów wykonuje lot spadochronowy, a potem nurkowy by schwycić ofiarę z ziemi.
W Zimbabwe żywi się głównie małymi ssakami (Irwin 1981), a w Afryce Południowej David Swanepoel (Brown 2007) zaobserwował schwytanie nietoperza lecącego w stadzie w okolicach Cederberg.

## Okres lęgowy
Gniazda są ulokowane w szczelinach klifów skalnych, a rzadziej na budynkach i w opuszczonych kopalniach. Na podstawie obserwacji w Zambii samica składa od sierpnia do października zwykle 3 jaja. Wysiadywanie trwa 30 dni, a okres wychowywania młodych w gnieździe około 34 dni (Tarboton 1990). 

## Status
Populacja pustułki skalnej znajduje się na stabilnym poziomie.